# Zachariæ Isstrøm
Le Zachariæ Isstrøm, ou Zachariae Isstrom, est un grand glacier situé au Nord-Est du Groenland. Il draine une superficie de 91 780 km2 avec un volume de glace déplacé de la terre à la mer de 11,7 km3 par an en 1996. Isstrom signifie « flux de glace » en danois.
Le Zachariæ Isstrøm se termine dans une baie remplie de glace de plusieurs années de vêlage.
Une étude de l'Université de Californie publiée en novembre 2015 indique que « la forme et la dynamique du Zachariæ Isstrøm ont considérablement changé au cours des toutes dernières années ». La vitesse d'écoulement du glacier aurait augmenté de 50 % entre 2012 et 2014. La fonte rapide de ce glacier ainsi que du Nioghalvfjerdsfjorden (da) pourrait aboutir à une élévation du niveau des mers de 1 mètre.